# The Crucible of Iron Age Shetland

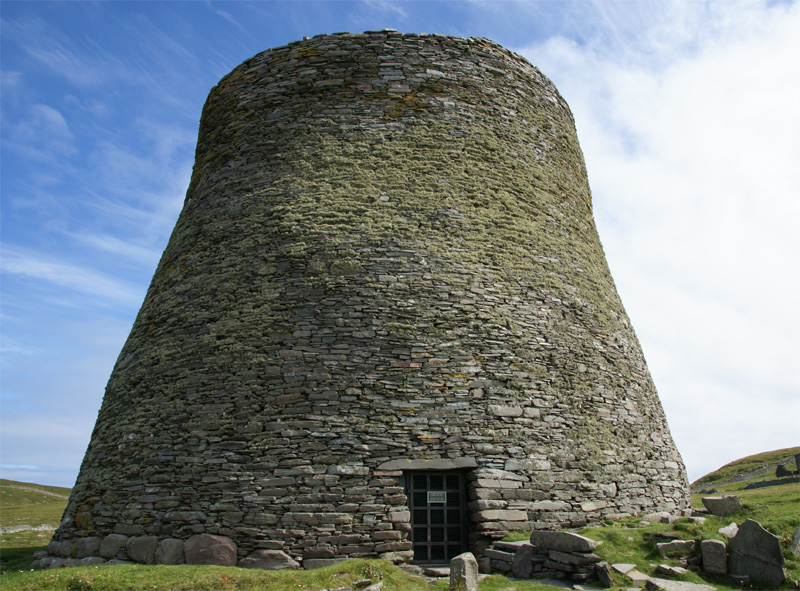
Le broch de Mousa.

The Crucible of Iron Age Shetland regroupe trois sites archéologiques de l'Âge du fer dans les Shetland, que sont Jarlshof, le broch de Mousa et de Old Scatness, afin d'être présenté au patrimoine mondial de l'UNESCO en 2010 et 2011,.